# Africa francofona

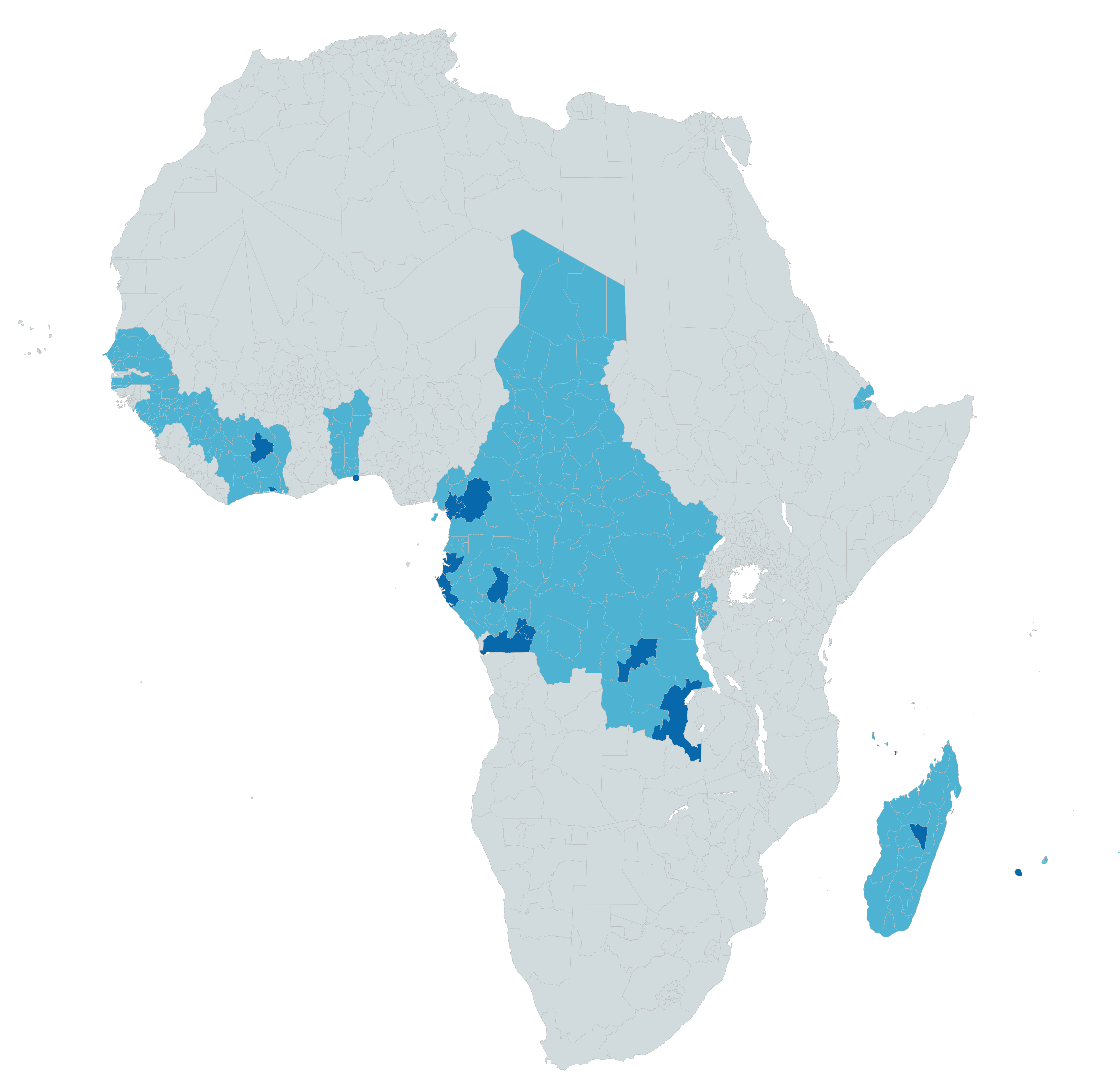
L'Africa francofona

Africa francofona indica tutti quegli Stati dell'Africa che adottano la lingua francese, o che comunque risentano dell'influenza culturale della Francia.
Secondo le stime ufficiali dell'OIF risalenti al 2006, il francese era parlato come lingua madre o come seconda lingua corrente da oltre 300 milioni di persone distribuite in 32 stati indipendenti oltre che nei due dipartimenti francesi d'oltremare della Réunion e di Mayotte: ciò fa dell'Africa il continente più francofono a causa di due fattori: la forte crescita demografica degli stati africani di lingua francese e l'incremento della scolarizzazione che rende possibile l'accesso alla lingua anche alle fasce della popolazione che ne sono attualmente escluse (popolazione rurale e popolazione più povera).

## Utilizzo del francese
Il francese, arrivato nel continente africano con la colonizzazione da parte della Francia e del Belgio, è spesso una seconda lingua per la popolazione locale ma in alcune regioni e contesti è diventato una lingua materna, sostituendo in tutte le funzioni comunicative le lingue locali: è il caso del dipartimento francese della Réunion e di alcune aree urbane e metropolitane come quella di Abidjan, in Costa d'Avorio.
In altri casi, come avviene nei paesi del Maghreb, esso è usato come lingua principale dalle classi più istruite della popolazione mentre il resto della popolazione ne ha una conoscenza come seconda lingua e lo utilizza nei contesti più formali o nelle comunicazioni con gli stranieri. In altri casi ancora esso svolge la funzione di lingua franca neutrale per le comunicazioni interetniche all'interno di uno stesso Stato là dove non esista una lingua locale prevalente o deputata a tale scopo (è il caso ad esempio del Gabon).
In tutti gli stati francofoni dell'Africa, anche laddove sopravvivono nell'uso quotidiano le lingue locali, il francese costituisce la lingua principale dell'istruzione, dei media (televisione, radio e stampa) e delle comunicazioni formali e internazionali. Ciò fa sì che, come tra l'altro affermato pubblicamente dal presidente della Costa d'Avorio, il francese venga ormai percepito in molti casi non più come la lingua importata dai vecchi colonizzatori bianchi, ma sempre più come una lingua ormai appartenente a pieno titolo all'identità africana al pari delle lingue preesistenti.

## Varietà e caratteristiche del francese africano
Il francese parlato in Africa è andato incontro a localizzazioni e modificazioni in termini di vocabolario, strutture grammaticali e accento, che ne hanno fatto una varietà di francese distinta da quella europea, ma sempre reciprocamente comprensibile nell'ambito dell'uso standard, in modo similare a quello che avviene con il francese canadese o, per quanto riguarda la lingua inglese, l'inglese britannico e quello americano.
Sarebbe tuttavia più corretto parlare di "francesi africani", al plurale, in quanto tali usi variano di stato in stato e di regione in regione, a seconda dei contesti e delle stratificazioni con le lingue locali preesistenti.
Sono tuttavia ravvisabili in Africa tre varietà principali di francese:
- il francese del Maghreb (Marocco, Algeria, Tunisia e Mauritania)
- il francese subsahariano parlato nell'Africa nera occidentale e centrale
- il francese dell'Oceano Indiano (Madagascar, Mauritius, Seychelles e dipartimenti francesi di Réunion e Mayotte), da non confondere con i creoli a base francese anch'essi parlati nelle stesse zone.

Sebbene, come è stato detto, è impossibile parlare di un "francese africano" standard, è possibile ritrovare degli elementi che caratterizzano più o meno tutte le varietà di francese parlate in questo continente:
- l'uso di parole che non esistono nel francese europeo e nordamericano.

Si tratta di parole che sono state prese in prestito da lingue locali oppure coniate come neologismi per indicare cose appartenenti alla realtà africana per cui non esisteva un termine nella lingua standard. Tali parole variano di stato in stato e di regione in regione. È sempre bene ricordare che costituiscono comunque una piccola percentuale del vocabolario, per il resto identico a quello del francese standard. Inoltre un africano francofono nel momento in cui si trova a comunicare con un francofono europeo, nordamericano o anche di un altro stato africano, tenderà sempre a usare il più possibile una lingua priva di tali localismi proprio per favorire la reciproca comprensione.
- l'uso di parole del francese standard in un'accezione diversa.

È il caso ad esempio della parola "présentement", che nel francese europeo, nordamericano ma anche del Maghreb significa "al momento presente", mentre in Africa subsahariana è utilizzato come sinonimo di "come dato di fatto".
- l'ipercorrezione.

Tale fenomeno è soprattutto diffuso tra le classi più istruite, che nel loro sforzo di dimostrare di parlare un buon francese finiscono con l'utilizzare un linguaggio particolarmente formale e corretto, che potrebbe suonare alle orecchie di un francofono europeo o del Canada come un po' antiquato e puntiglioso. È un fenomeno simile a quello che accade, per quanto riguarda la lingua inglese, con l'inglese parlato dalle classi istruite in India.

## Gli stati africani e l'OIF
Tutti gli stati francofoni dell'Africa prendono parte all'OIF, l'Organizzazione Internazionale della Francofonia, eccetto l'Algeria che ne resta al di fuori per ragioni politiche (principalmente la presenza all'interno dell'OIF del Marocco, con cui sussistono cattivi rapporti politici); hanno scelto di partecipare all'OIF anche l'Egitto, paese dove il francese e l'inglese costituiscono storicamente lingue utilizzate nel campo della cultura accademica e del commercio, nonché diversi paesi africani che hanno come lingua ufficiale il portoghese (Capo Verde, Guinea-Bissau, São Tomé e Príncipe come membri a pieno titolo nonché il Mozambico come membro osservatore) e l'inglese (Ghana, come membro associato) che si sono così impegnati a rafforzare l'insegnamento del francese come lingua straniera al fine di favorire gli scambi commerciali e culturali con il blocco degli stati africani francofoni.